# Malmån (naturreservat)
Malmån är ett naturreservat i Strömsunds kommun i Jämtlands län.
Området är naturskyddat sedan 2015 och är 112 hektar stort. Reservatet består av granskog och mindre tallskogspartier samt mindre myrmarker.